# 八十八箇所巡礼 (曲)
「八十八箇所巡礼」（はちじゅうはちかしょじゅんれい）は、日本のヴィジュアル系バンドであるR指定が2016年3月9日に発売した、通算20枚目となるシングル。

## 概要
- 2016年の第1弾シングルで、4thオリジナルアルバム『少女喪失 -syojosoushitsu-』発売後、初のシングル。前作「スーサイドメモリーズ」から8か月後にリリースされた。
- 通常盤と初回限定盤の2形態でのリリースで、初回限定盤には表題曲「八十八箇所巡礼」のPVとメイキング映像が収録されたDVDが封入されている。
- 本作以降、再び18thシングル「サドマゾ」と同様に、初回限定盤と通常盤の収録曲や曲数が同じになっている。

## 収録曲

### CD
1. 八十八箇所巡礼
2. メジャーデビューなんてクソくらえ!!

### 初回限定盤DVD
1. 八十八箇所巡礼 PV
2. 八十八箇所巡礼 PV Making